# بيلي فيتزباتريك
بيلي فيتزباتريك (بالإنجليزية: Billy Fitzpatrick)‏ هو لاعب قذف أيرلندي، ولد في 6 أبريل 1954 في Johnstown, County Kilkenny ‏ في جمهورية أيرلندا.